# Phrynopus bracki
Espèce
Statut de conservation UICN

 DD  : Données insuffisantes
Phrynopus bracki est une espèce d'amphibiens de la famille des Craugastoridae. 

## Répartition
Cette espèce est endémique de la province d'Oxapampa dans la région de Pasco au Pérou. Elle se rencontre entre 2 300 et 2 700 m d'altitude dans la cordillère Yanachaga.

## Étymologie
Cette espèce est nommée en l'honneur d'Antonio Brack.

## Publication originale
- Hedges, 1990 : A new species of Phrynopus (Anura: Leptodactylidae) from Peru. Copeia, vol. 1990, no 1, p. 108-112 (texte intégral).